# Drehschieberpumpe

Prinzip einer Drehschieberpumpe

Eine Drehschieberpumpe oder Flügelzellenpumpe ist eine Verdrängerpumpe für Gase und Flüssigkeiten für Saug- oder Druckaufgaben. Sofern sie sich außerhalb des zu fördernden Mediums befindet, ist sie eine Saugpumpe. Sie besteht aus einem Hohlzylinder (Stator), in dem ein weiterer Zylinder (Rotor) rotiert. Die Drehachse des Rotors ist dabei exzentrisch zum Stator angeordnet, der Rotor berührt die Innenwand des Stators zwischen Einlass- und Auslassöffnung. Diese Stelle ist die Trennstelle zwischen Saug- und Druckraum. Vakuumpumpen nach diesem Prinzip werden in chemischen Laboratorien oft auch Ölpumpen genannt, weil sie in der Regel große Mengen Schmieröl benötigen. Der Aufbau ähnelt dem eines Lamellenmotors.

## Arbeitsweise

Prinzipzeichnung

In den Rotor (2) sind ein oder mehrere, meist radial angeordnete Führungen eingearbeitet. In diesen Führungen sitzen die Drehschieber (3). Diese Schieber unterteilen den Raum zwischen Stator und Rotor in mehrere Kammern. Um die Abstandsänderung zwischen Rotor (2) und Stator (1) während eines Umlaufes auszugleichen, können sich die Drehschieber in den Führungen bewegen. Sie werden meist durch eine im Grund des Schlitzes angebrachte Feder (4) gegen die Innenwand des Stators gedrückt. Um die Schmierung zu gewährleisten, wird meist ein kleiner Schmierölsee innerhalb der Pumpe erzeugt, durch den die Drehschieber laufen. Die Pumpe fördert daher auch immer einen kleinen Teil des Schmierstoffes. Dieser wird meist im Auslasstrakt abgeschieden und wieder dem Schmierstoffreservoir zugeführt. Es werden auch schmiermittelfreie Drehschieberpumpen angeboten.
Auf das Schmiermittel ist die Bezeichnung Ölpumpe zurückzuführen, die in chemischen Laboratorien oft für Vakuumpumpen dieser Art gebraucht wird.
Ein im Querschnitt elliptisches Gehäuse dient zum Druckausgleich des Rotors, in Kammer (4).

## Konstruktive und funktionale Details
Einfache Vakuumpumpen werden tatsächlich praktisch genau wie in der Prinzipzeichnung dargestellt gebaut. Dabei besteht ein variables Volumen, das weder zur Einlass- noch zur Auslassöffnung eine Verbindung hat, der sogenannte Fördertrakt. Das Fördermedium wird während des Pumpens im abgeschlossenen Fördertrakt verdünnt und wieder verdichtet. Beim Einsatz als Vakuumpumpe wird jedoch ein Gas gefördert, das meistens sogar sehr stark verdünnt ist. Die für das Verdünnen bzw. Verdichten des Mediums im Fördertrakt erforderliche Arbeit ist daher gering, so dass sie zugunsten eines einfachen Aufbaus der Vakuumpumpe in Kauf genommen werden kann. Für andere Anwendungen, insbesondere das Fördern inkompressibler Medien wie Flüssigkeiten, muss durch konstruktive Maßnahmen Abhilfe geschaffen werden – üblicherweise durch Vergrößerung von Ein- und Auslassöffnung:
- Einlassöffnung ca. bis zur Marke 90°
- Auslassöffnung ca. ab der Marke 270°

Mit den durch die vergrößerten Öffnungen angepassten Steuerzeiten verschwindet der Fördertrakt und damit das Problem.

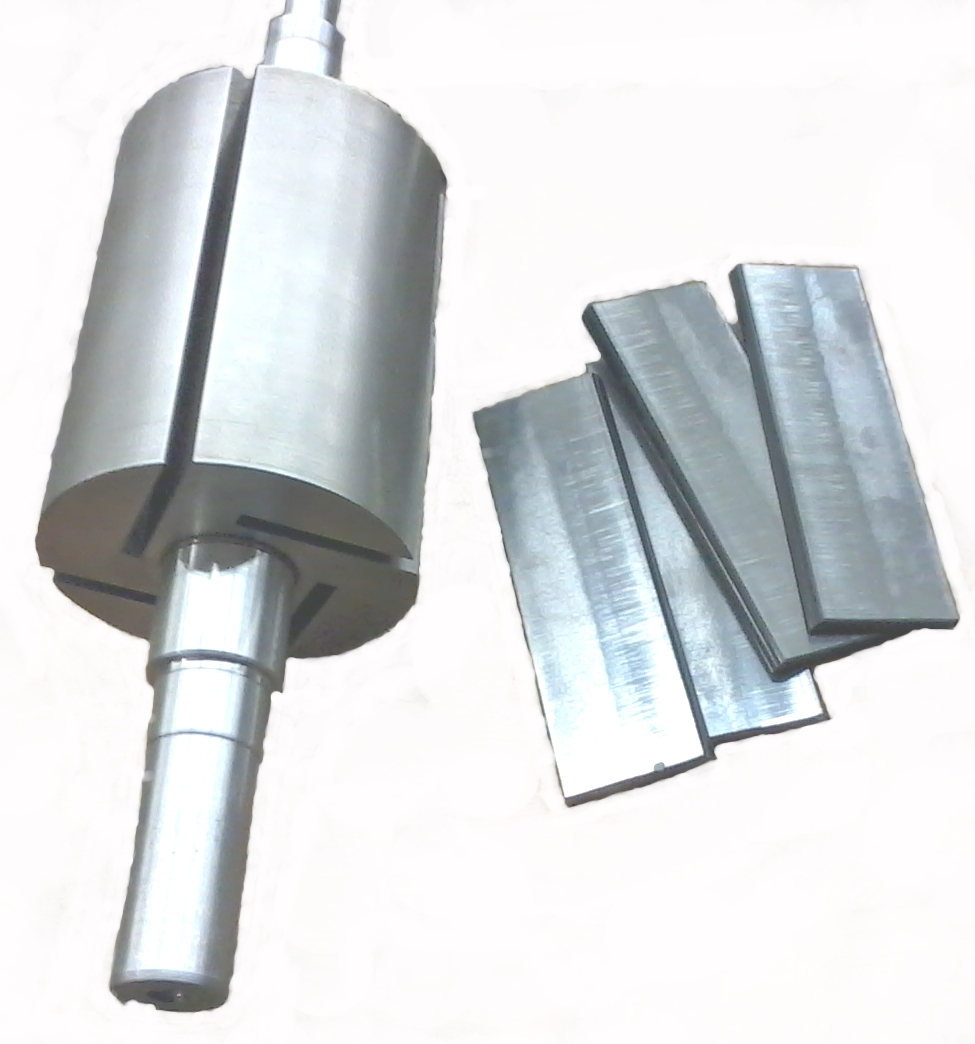
Rotor und Schieber einer Drehschiebervakuumpumpe. Die Kunststoffschieber (rechts) werden in die Längsnuten des Rotors eingelegt.

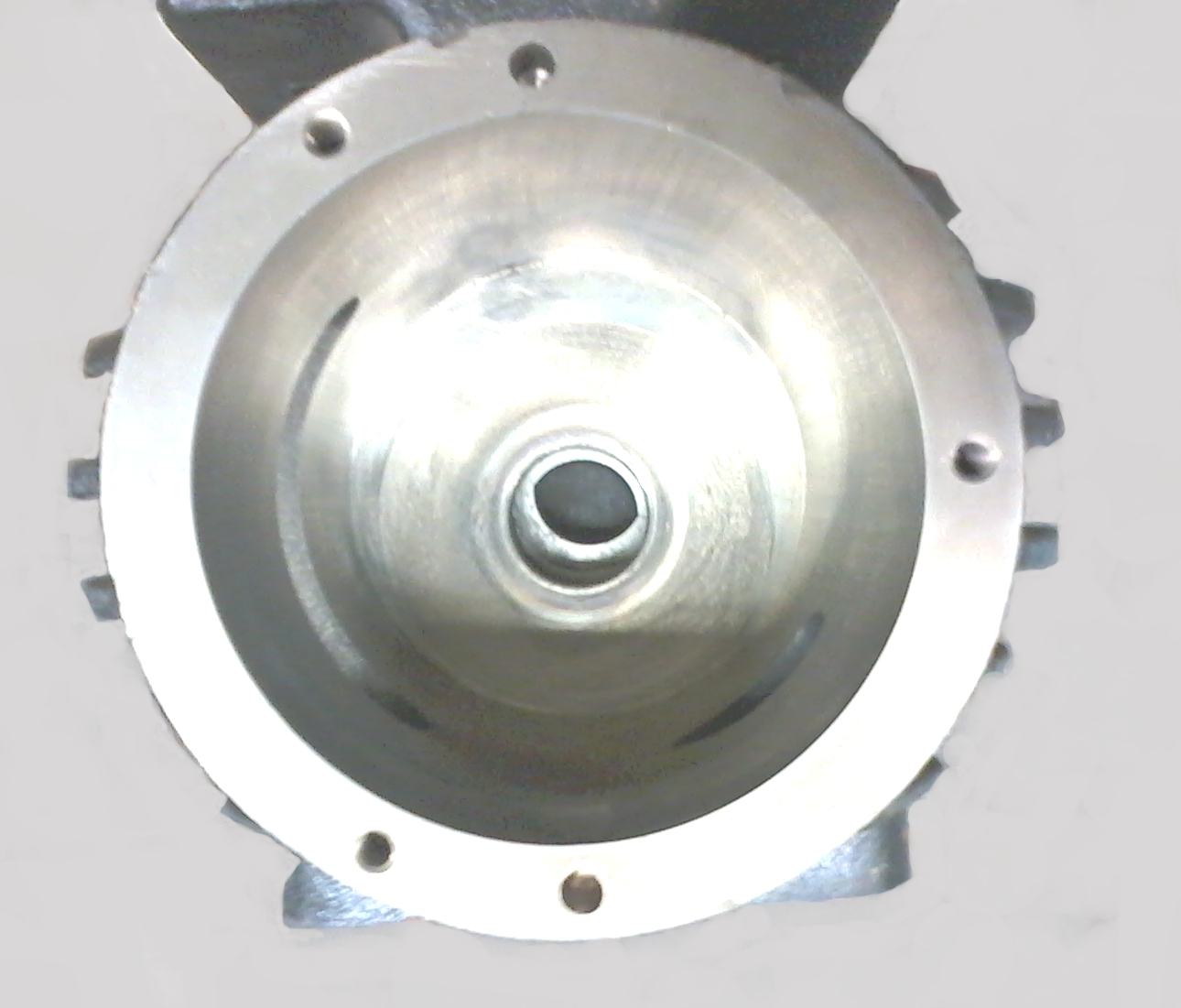
Innenansicht des Lagerschildes einer Drehschiebervakuumpumpe. Die exzentrische Lagerung der Achse ist zu erkennen. Ein- und Auslass sind unten links bzw. unten rechts.

## Gasballast
Beim Betrieb mit Gasballast wird, vor der Kompression des Gases, durch ein kleines Leckventil Luft in den Schöpfraum gelassen. Dadurch wird das Kompressionsverhältnis erniedrigt, so dass das Gas ausgestoßen wird, bevor der Kondensationspunkt erreicht ist.
Der erreichbare Minimaldruck der Anlage ist dadurch etwas erhöht, gleichzeitig werden flüchtige Substanzen aus dem Pumpenöl durch die größere Durchströmung ausgetrieben, bzw. neigen weniger zur Abscheidung darin (s. o.). Das Ventil ist häufig manuell verschließbar, so dass der Benutzer zwischen den Betriebsmodi wählen kann. Der im Betrieb mit Gasballast verstärkt ausgestoßene Ölnebel wird im Abscheider aufgefangen und zurückgeführt, wodurch sich das Pumpenöl vorübergehend trübt.

## Vorteile
- geringe Volumenstrompulsation
- mittlere Geräuschemission

Drehschieberpumpe mit mehreren Fliehkraft-Schiebern

- kann in beide Fließrichtungen arbeiten
- Fördervolumen regelbar
- kostengünstig
- sehr effizient

## Nachteile
- hoher Verschleiß
- nur für mittlere Drücke geeignet (bis maximal ca. 300 bar)

## Drehschieber mit konstanter Länge

Ein blauer Drehschieber mit konstanter Länge bewegt sich im blauen Gehäuse. Dabei bewegt er sich im gelben Rotor innerhalb eines Schlitzes.

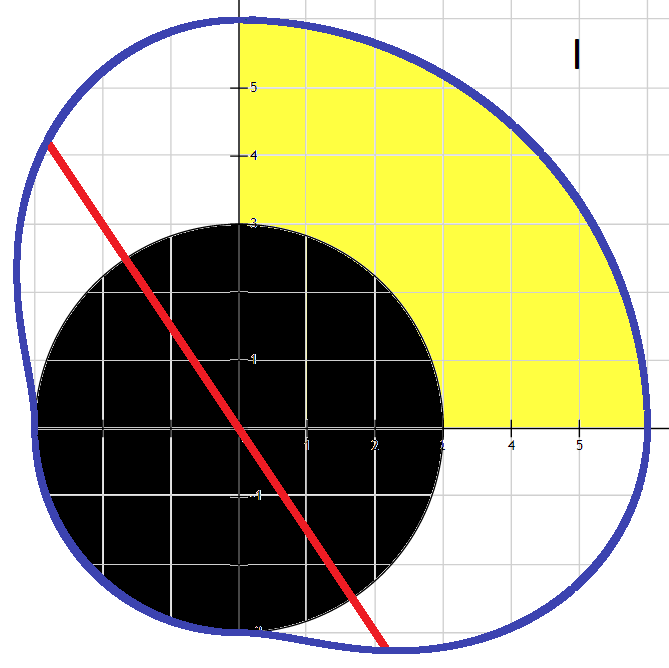
Durch die besondere Form des Gehäuses (blau) hat der Drehschieber (rot) auch bei rotierender Welle (schwarz) stets eine gleiche Länge. Im konstanten Drehquadranten (gelb) bewegt sich der Drehschieber nicht innerhalb der Welle.

Neben den Drehschieberpumpenformen mit Drehschiebern in veränderlichen Längen wurden in Patenten Sonderformen vorgeschlagen, welche beispielsweise Drehschieber mit einer gleichbleibenden Länge verwenden. Teilweise gibt es bei diesen Sonderformen geometrische Ausführungen, welche einen Drehquadranten ohne Veränderungen der Position des Drehschiebers innerhalb der rotierenden Welle haben.

## Anwendungen
- Vakuumpumpe für den Grob- und Feinvakuumbereich (1 bis 0,001 mbar, bei Förderleistungen von ca. 20–500 m³/h)
- Hydraulikpumpe (z. B. Servolenkung, Aktivsitze von Automobilen)
- Dampfmotor (einige moderne Dampfmotoren funktionieren wie eine umgekehrte Flügelzellenpumpe)
- Kompressoren in Klimaanlagen
- Espressomaschinen[3] (hauptsächlich größere Geräte in der Gastronomie)